# تسريبات وثائق البنتاغون 2023
وثائق خطط البنتاغون بشأن أوكرانيا هي خمس وثائق سرية لجيش الولايات المتحدة بخصوص الحرب الروسية الأوكرانية حُصل عليها نتيجة خرق أمني للبنتاغون وسُربت من خلال وسائل التواصل الاجتماعي تويتر وتليجرام ابريل 2023 واصبحت متاحة لكافة الوسائل الإعلامية مثل سكاي نيوز وسي ان ان ويتعلق محتوى الوثائق بشأن الهجوم الأوكراني المضاد ومنها خطط الولايات المتحدة وحلف الناتو لمساعدة أوكرانيا في الاستعداد لهجوم الربيع ضد روسيا، وتحتوي على مخططات وتفاصيل بشأن الجيش الأوكراني وعدد الضحايا لكل من أطراف الحرب وما يحتاجه الجيش الأوكراني من معدات وغيرها من المعلومات الحساسة وصُنفت الوثائق على أنها سرية للغاية.

## المحتوى

### تدريب القوات الأوكرانية
نشرت الوثائق عددا من جداول تدريب 12 لواء قتالي أوكراني، منهم 9 لواء يتم تدريبهم من قبل الجيش الأمريكي وحلف الناتو أُنهيت تدريباتهم في مارس 2023 و3 لواء عسكري ينتهي تدريبهم في نهاية ابريل 2023 ويضم اللواء من 4000 الى 5000 جندي مقاتل، كما وضَحت الوثائق احتياج الجيش الأوكراني إلى 250 دبابة وأكثر من 350 عربة ميكانيكية، و480 مركبة كما تم تسريب خطط تسليم تلك الأسلحة للجانب الأوكراني وتتضمن الوثائق خرائط لأوكرانيا ورسوم بيانية عن أماكن تمركز القوات وأنواع الأسلحة المتاحة لهم.

### معدلات الإنفاق
كما نُشر معدلات وحجم الإنفاق على الذخائر التي تم ارسالها لأوكرانيا، بما في ذلك راجمات الصواريخ "هيمارس"، وأنظمة صواريخ المدفعية الأميركية الصنع.

### عدد الضحايا
وضحت الوثائق ان عدد القتلى الأوكرانيين يُقدرعددهم بحوالي 71000 قتيل، كما ان عدد القتلى الروس من 16000 إلى 17500.

## ردود الأفعال

### الرد الأمريكي
حاول المسؤولين في الإدارة الأمريكية حذف المنشورات التي تحتوي على صور للتسربيات من على موقع تويتر الا انهم لم ينجحوا، صرح البنتاغون الأمريكي انه كان على علم بتسريب هذه المعلومات وان المعلومات التي تسربت تعود لمارس 2023 وشرع البنتاغون بإجراء تحقيق واسع حول تسريب هذه المعلومات. كما قال محللون عسكريون انه قد تم التلاعب بالوثائق فيما يخص عدد الضحايا بين أطرف الحرب  واتهم عددا من المسؤولين الأمريكيين روسيا بأنها هي من كان وراء هذا التسريب. وأعلنت وزارة العدل الأمريكية عن فتح تحقيق بشأن تلك التسريبات.

### الرد الأوكراني
قال المستشار الرئيس الأوكراني ميخايلو بودولياك ان هذه الوثائق وهمية وانها إحدى محاولات التضليل التي تستخدمها روسيا في حربتها المعلوماتية في محاولة من روسيا لإيقاف وتعطيل هجوم الربيع وان اعداد القتلى الروس يصل عددهم الى 200 ألف قتيل.